# 守口市立南小学校
守口市立南小学校（もりぐちしりつ みなみしょうがっこう）は、大阪府守口市にあった公立小学校。創立記念日は11月8日。標準服を採用している。2018年、守口市立寺方小学校と統合により廃校となった。
学校より南には鶴見緑地が広がる。

## 沿革
- 1967年 - 守口市立寺方小学校から分離開校
- 1973年 - 校歌を制定
- 2018年3月31日 - 守口市立寺方小学校と統合し廃校
- 2018年4月1日 - 守口市立寺方南小学校が設立される

## 主な進学先
- 守口市立第二中学校

## 所在地
- 〒570-0044 大阪府守口市南寺方南通3丁目2番8号